# KV65
Als KV65 (Kings’ Valley no. 65) wird eine Radaranomalie im Tal der Könige bezeichnet, die auf ein ungeöffnetes Pharaonengrab oder eine bislang unbekannte Grabkammer hindeuten könnte. Zahi Hawass, ehemaliger Generalsekretär des Supreme Council of Antiquities und späterer Minister des kurzzeitig existierenden Ministeriums für Altertumsgüter, hatte im Sommer 2008 bekannt gegeben, dass die Ausgrabungsarbeiten sowohl für das von ihm damals als KV64 bezeichnete Grab als auch für KV65 im Oktober 2008 erfolgen würden. Hierzu ist bisher öffentlich nichts bekannt gemacht worden.